# 50-øre
| 50 øre (Danmark) | 50 øre (Danmark)                            |
| ---------------- | ------------------------------------------- |
| Værdi:           | 0,5 danske kroner                           |
| Vægt:            | 4,3 g                                       |
| Diameter:        | 21,5 mm                                     |
| Tykkelse:        | 1,55 mm                                     |
| Rand:            | Glat                                        |
| Materiale:       | Tinbronze 97% kobber, 2,5% zink og 0,5% tin |
| Præget år:       | 1989-                                       |
| Cirkulation:     | 3. juli 1989                                |
| Forside          |                                             |
| Design:          | Christian 5.s krone                         |

En 50-øre er den eneste gyldige øre-mønt man har i dagens Danmark, siden 25-øren blev afskaffet d. 1. oktober 2008. Den er af tinbronze (97 % kobber, 2,5 % zink og 0,5 % tin), ligesom 25-øren var. De første 50-øremønter blev sat i omløb 3. juli 1989.
Man havde 50-øringer i Norge indtil 1. maj 2012, og indtil 30. september 2010 havde man 50-öringar i Sverige.

## ½-kronerne
Man har ikke før 1989 haft deciderede 50-øremønter, men en ½-kronemønt var i omløb i årene 1924-1942.

### Historie
I 1924 blev den Skandinaviske Møntunion ophævet, og hvert land udsendte nye møntserier til brug i egne lande. ½-kronen blev introduceret som erstatning for de norske og svenske 50-ører af sølv, der indtil da havde været gyldige i Danmark.
Der blev kun præget 5 årgange ½-kroner (1924-26 og 1939-40), og i 1942 blev mønterne inddraget, fordi Den Kgl. Mønt manglede metal til 1- og 2-kronerne. Mønten blev derfor aldrig særlig udbredt eller almindelig blandt danskerne.
½-kronerne blev inddraget under 2. Verdenskrig, hvor der ikke var forbindelse mellem Danmark og Færøerne. Efter befrielsen glemte den Kgl. Mønt i forvirringen at inddrage ½-kronerne på Færøerne, så de var stadig gyldige der efter deres inddragelse i Danmark. De var stadig i brug så sent som 1958, men lader til at gradvist have forladt cirkulation.

### Navnet
Navnet ½-krone blev valgt, fordi den var præget i aluminiumsbronze som kronemønterne, og ikke i kobbernikkel som øremønterne.
Mellem danskerne blev mønten også kaldt "husmandskronen".

### Udseende
På midten af forsiden sås Christian 10.s spejlmonogram, der sås på alle mønterne i denne serie. Omskriften lød: "CHRISTIAN X ♔ KONGE AF DANMARK". Skriften, der gik med uret, startede ca. mellem kl. 6 og 9 og sluttede mellem kl. 3 og 6. Årstallet var delt omkring monogrammet i formen "19 – 25". Allernederst sås initialerne HCN eller N for møntmesteren Hans Christian Nielsen eller Niels Peter Nielsen og GJ for medaljøren Gunnar Jensen. Imellem dem sås et hjerte, Den Kgl. Mønts mærke.
På bagsiden sås i midten Christian 5.s krone. Over den stod "½ KRONE", og under den stod "DANMARK".
Den havde en diameter på 21 mm (næsten som den nuværende 50-øre), vejede 3,0 gram og var præget i guldlignende aluminiumsbronze (92% kobber, 6% aluminium og 2% nikkel) (ligesom de nuværende 10- og 20-kroner).